# سفود

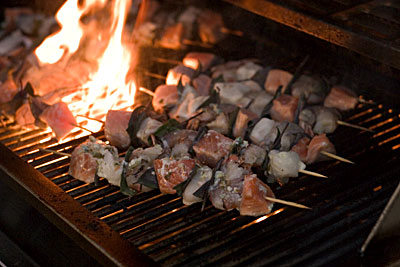

السَفُّود (ج. سفافيد) أو السيخ (بالإنجليزية: Skewer)‏  عصا من خشب أو فلز الغرض منها حمل قطع أغذية مصفوفة لشيها.